# كيني ميلن
كيني ميلن (بالإنجليزية: Kenny Milne)‏ (26 أغسطس 1979 في المملكة المتحدة - ) هو لاعب كرة قدم بريطاني في مركز الدفاع. شارك مع منتخب اسكتلندا تحت 21 سنة لكرة القدم. أما مع النوادي، فقد لعب مع سكونثورب يونايتد ونادي بارتيك ثيسل ونادي فالكيرك وهارت أوف ميدلوثيان ونادي كاودينبيث لكرة القدم.

## وصلات خارجية
- كيني ميلن على موقع قاعدة بيانات كرة القدم.إي يو (الإنجليزية)
- كيني ميلن على موقع Soccerbase.com (لاعب) (الإنجليزية)